# Stephan Meyering
Stephan Meyering (* 1975 in Haren an der Ems) ist ein deutscher Wirtschaftswissenschaftler.

## Leben
Im Anschluss an eine Ausbildung zum Steuerfachangestellten studierte Meyering von 1998 bis 2002 Betriebswirtschaftslehre an der Universität des Saarlandes. 2002 schloss er das Studium als Diplom-Kaufmann ab. Von Oktober 2002 bis März 2010 war er wissenschaftlicher Mitarbeiter am Lehrstuhl für Betriebswirtschaftslehre, insb. Betriebswirtschaftliche Steuerlehre von Heinz Kußmaul in Saarbrücken. Nach der Promotion 2007 zum Dr. rer. oec. war er von 2007 bis 2008 freier Mitarbeiter bei Dornbach in Saarbrücken. 2009 habilitierte er sich ebenfalls in Saarbrücken und erhielt die venia legendi für Betriebswirtschaftslehre. Im Anschluss an eine Lehrstuhlvertretung ist Meyering seit Juni 2010 Inhaber des Lehrstuhls für Betriebswirtschaftslehre, insb. Betriebswirtschaftliche Steuerlehre an der Fernuniversität Hagen.

## Publikationen
- Existenzgründung durch Einzelunternehmenskauf. Bewertung, Kaufpreiszahlung, Ertragsteuern, Erich Schmidt Verlag, Berlin 2007, ISBN 978-3-503-10094-1 (Dissertation).
- Steuerliche Gewinnermittlung von KMU durch Kassenvermögensvergleich. Anforderungen – Einnahmen-Ausgaben-Rechnung – Drei-Komponenten-System, Erich Schmidt Verlag, Berlin 2011, ISBN 978-3-503-13062-7 (Habilitationsschrift).
- mit Dieter Schneeloch und Guido Patek: Betriebswirtschaftliche Steuerlehre Band 1: Grundlagen der Besteuerung, Ertragsteuern, 7. Aufl., Vahlen, München 2016, ISBN 978-3-8006-5275-4.
- mit Dieter Schneeloch und Guido Patek: Betriebswirtschaftliche Steuerlehre Band 2: Steuerliche Gewinnermittlung, 7. Aufl., Vahlen, München 2017, ISBN 978-3-8006-5472-7.
- mit Dieter Schneeloch und Guido Patek: Betriebswirtschaftliche Steuerlehre Band 3: Substanzsteuern, Verkehrsteuern, Besteuerungsverfahren, 7. Aufl., Vahlen, München 2017, ISBN 978-3-8006-5474-1.
- mit Dieter Schneeloch und Guido Patek: Betriebswirtschaftliche Steuerlehre Band 4: Grundlagen der Steuerplanung und autonome Steuerplanung, 4. Aufl., Vahlen, München 2020, ISBN 978-3-8006-6187-9.
- mit Dieter Schneeloch, Guido Patek und Melanie Frieling: Betriebswirtschaftliche Steuerlehre Band 5: Investitions-, Finanzierungs- und Standortwahlentscheidungen, 4. Aufl., Vahlen, München 2022, ISBN 978-3-8006-6312-5.
- mit Dieter Schneeloch und Guido Patek: Betriebswirtschaftliche Steuerlehre Band 6: Rechtsformwahl, Rechtsformwechsel, qualifizierte Beteiligungen, 4. Aufl., Vahlen, München 2020, ISBN 978-3-8006-6315-6.